# Gaius Licinius Varus
Gaius Licinius Varus entstammte dem römischen Plebejergeschlecht der Licinier und war 236 v. Chr. Konsul.

## Leben
Sowohl der Vater als auch der Großvater von Gaius Licinius Varus trugen laut der Filiationsangabe der Fasti Capitolini das Pränomen Publius. Die frühen Stationen seines cursus honorum sind nicht bekannt, sondern nur seine Bekleidung des höchsten Staatsamtes, das er 236 v. Chr. gemeinsam mit Publius Cornelius Lentulus Caudinus innehatte. Mit ihm begannen die Licinier nach einer mehr als hundertjährigen Unterbrechung in der römischen Senatsaristokratie wieder höher aufzusteigen.
In seinem Konsulatsjahr marschierte Varus zuerst gemeinsam mit seinem Amtskollegen nach Norditalien in die Gegend von Ariminum, um sich den über die Alpen vorgedrungenen Galliern entgegenzustellen, doch wurde diese Gefahr bereits durch Streit der Gallier untereinander abgewendet. Daraufhin beschlossen die Konsuln eine getrennte Kampfesführung, wobei Lentulus gegen die Ligurer und Varus gegen die Korsen militärisch vorgehen sollte. Da Varus eine zu kleine Flotte besaß, sandte er zunächst seinen Legaten Marcus Claudius Clineas nach Korsika voraus. Dieser schloss aber ohne Ermächtigung durch seinen Vorgesetzten mit den Korsen Frieden. Nachdem Varus selbst auf der Insel angekommen war, akzeptierte er die Vorgangsweise seines Legaten nicht, weigerte sich daher, den Friedensvertrag anzuerkennen und erneuerte stattdessen die Kampfhandlungen.
Über das spätere Leben des Varus liegt keine Überlieferung vor. Sein Sohn Publius Licinius Varus war praetor urbanus im Jahr 208 v. Chr.